# Miagrammopes rimosus
Espèce
Synonymes
- Miagrammopes rimatus Simon, 1892

Miagrammopes rimosus est une espèce d'araignées aranéomorphes de la famille des Uloboridae.

## Distribution
Cette espèce se rencontre au Viêt Nam et en Thaïlande.

## Description
La femelle holotype mesure 3 mm.

## Publication originale
- Simon, 1886 : Arachnides recueillis par M. A. Pavie (sous chef du service des postes au Cambodge) dans le royaume de Siam, au Cambodge et en Cochinchine. Actes de la Société linnéenne de Bordeaux, vol. 40, p. 137-166 (texte intégral).